# Lepidiota rhizotrogoides
Lepidiota rhizotrogoides är en skalbaggsart som beskrevs av Heller 1914. Lepidiota rhizotrogoides ingår i släktet Lepidiota och familjen Melolonthidae. Inga underarter finns listade i Catalogue of Life.